# Sojuz 4
Sojuz 4 lansiran je 14. siječnja 1969. Cilj misije je bio spojiti se s Sojuzom 5, razmjeniti članove posade i vratiti se na Zemlju. Sojuz 4 je u orbitu poletio s kozmonautom Vladimirom Šatalovim, a na Zemlju se vratio s još dva kozmonauta iz Sojuza 5, Aleksejom Elisejevim i Evgenije Hrunovim.

### Tijek misije
Sojuz 4 se s Sojuzom 5 spojio 16. siječnja 1969. Kako letjelice nisu imale razvijene spojne uređaje, kozmonauti su morali izaći iz letjelice u svemirsku šetnju i tako preći u drugu. Kozmonautima je trebalo sat vremena da obave transfer. Nažalost, zbog komplikacija tokom svemirske šetnje kozmonauti nisu uspjeli cijeli događaj snimiti tako da danas snimka ovog povijesnog pothvata postoji u obliku nekvalitetnog TV snimka. Nakon 4h i 35 minuta što su bili spojeni, Sojuzi su se razdvojili i nastavili dalje svaki svojim putem.
Misija je dokazala da je moguće izvesti radnje potrebne za Sovjetski let do Mjeseca. Sovjetski planovi za osvajanje Mjeseca uključivali su jednog kozmonauta koji je trebao sletiti na površinu Mjeseca i kasnije se vratiti u lunarnu orbitu, gdje bi se spojio s drugom letjelicom i prešao u nju svemirskom šetnjom.